# Giovanni Battista Sidotti

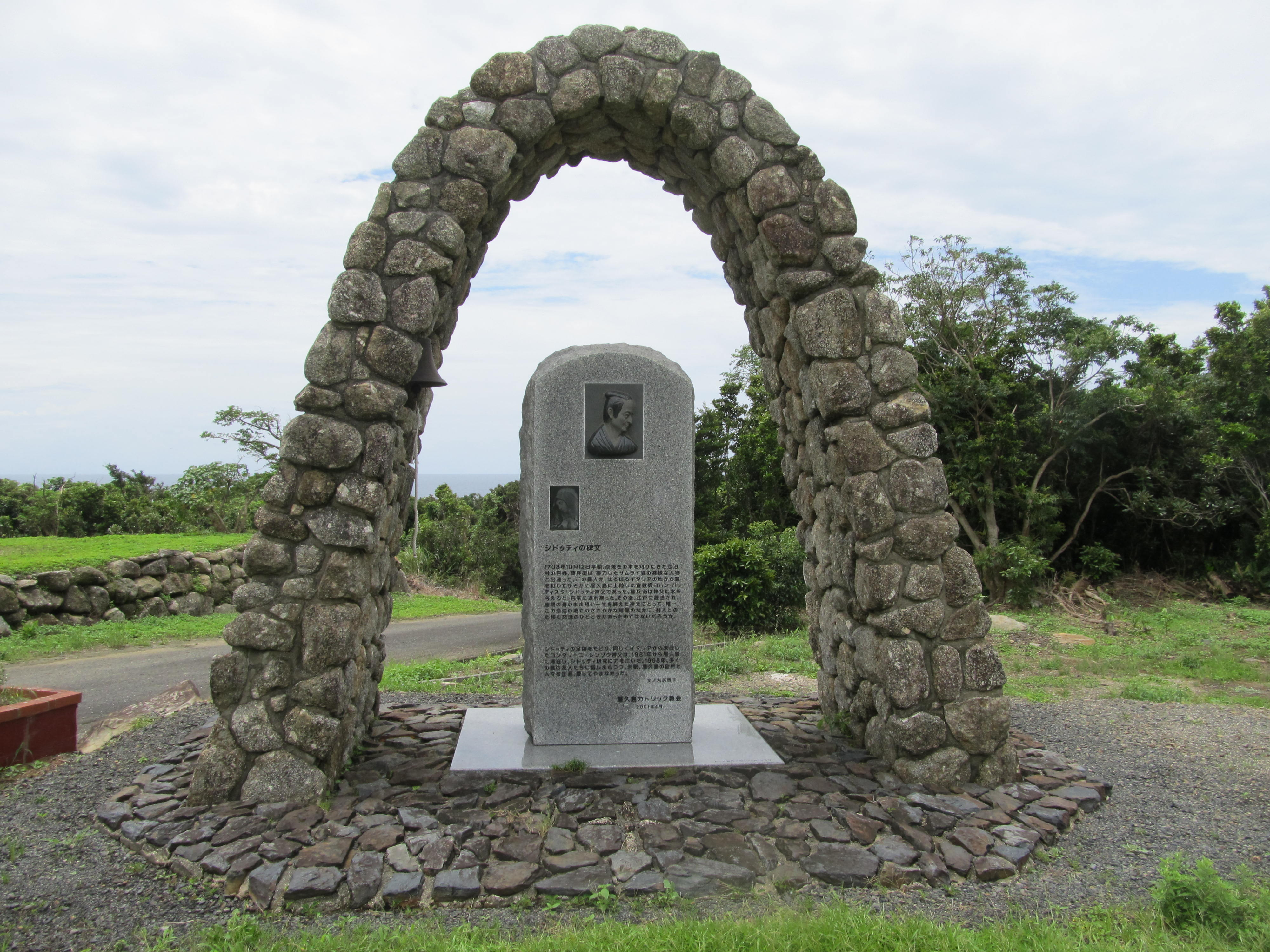
Denkmal für Sidotti, am Ort seiner Anlandung auf Yakushima, Japan

Giovanni Battista Sidotti (* 1668 in Palermo; † 27. November 1714 (traditionell: Shōtokū 4/10/21) in Edo (heute Tokio)) war ein italienischer Jesuitenpriester und Missionar.
Arai Hakuseki, ein wichtiger japanischer Politiker und Gelehrter seiner Zeit, publizierte das Werk Seiyō Kibun auf Grundlage von Gesprächen mit Sidotti.
Während Sidotti als Priester arbeitete, hörte er Geschichten von missionarischer Märtyrerschaft in Japan und beschloss selbst nach Japan zu gehen, was unter der damals in Japan herrschenden Politik der Landesabschließung (sakoku) illegal war und mit der Todesstrafe bestraft wurde. Nachdem er die Erlaubnis von Papst Clemens XI. erlangt hatte, gelangte er bis nach Manila, konnte dort aber kein Schiff finden, das ihn nach Japan bringen wollte.
Endlich gelang es ihm, ein Schiff zu finden und im August 1708 landete er auf Yakushima. Er hatte sich als Samurai verkleidet, wurde aber natürlich sofort als Westler erkannt, gefangen genommen und bald darauf nach Nagasaki gebracht.
Im nächsten Jahr, 1709, wurde er in die Hauptstadt Edo gebracht und von dem japanischen Politiker und konfuzianischen Gelehrten Arai Hakuseki befragt. Hakuseki war von Sidottis Verhalten und seiner Gelehrsamkeit beeindruckt und entwickelte großen Respekt für ihn.
Dieses Gefühl wurde erwidert und Sidotti begann Arai zu vertrauen. Dies war seit dem Beginn der Zeit des sakoku im 17. Jahrhundert das erste Treffen zwischen zwei großen Gelehrten der Zivilisationen Japans und Westeuropas. Unter anderem erklärte Sidotti, dass im Gegensatz zu der damaligen japanischen Überzeugung westliche Missionare nicht die Vorhut westlicher Armeen seien.
Deshalb folgte Arai nicht der üblichen Meinung, dass es das beste sei, Christen zu foltern, bis sie ihren Glauben aufgeben würden und empfahl seinen Vorgesetzten, auf einem von drei möglichen Wegen mit Ausländern zu verfahren. Wenn möglich, sollten sie deportiert werden, wenn nicht, dann sollten sie eingesperrt werden. Die Exekution sollte das letzte Mittel sein.
Hakusekis Empfehlung einer Deportation war ohne Präzedenzfall. Schließlich beschloss die Regierung, Sidotti im Kirishitan Yashiki in Myōgadani (heute Kohinata, Bunkyō-ku in Tokio) einzusperren. Das Haus war 1646 gebaut worden, um infolge des Sakoku und des Verbotes der Missionierung festgenommene Missionare aufzunehmen. Jedoch wurde es seit seiner Erbauung jetzt das erste Mal für diesen Zweck genutzt.
Da er im Kirishitan Yashiki keine Missionierung betreiben konnte, wurde Sidotti die Folter erspart. Außerdem wurde er nicht wie ein Gefangener behandelt, sondern bekam eine eher mit Hausarrest vergleichbare Spezialbehandlung (五人扶持, go-nin fuchi, „5-Mann-Nahrungsration“). Seine Wächter waren ein altes Paar namens Chōsuke und Haru, zwei frühere Christen, die ihrem Glauben abgeschworen hatten. Als Sidotti versuchte, sie zur Rückkehr zum christlichen Glauben zu überreden, wurde er in eine unterirdische Zelle in dem Haus verlegt, wo er 1714 im Alter von 46 Jahren starb.
Arai Hakuseki nutzte die aus seinen Gesprächen mit Sidotti gewonnenen Kenntnisse, um die Werke Seiyō Kibun und Sairan Igen zu veröffentlichen. Ein Bild aus seinem Nachlass, oyayubi no seibozō (親指の聖母像, „daumengroßes Bild der Jungfrau Maria“) wurde zum Wichtigen Kulturgut Japans erklärt und befindet sich nun im Nationalmuseum Tokio in Ueno.